# Тамм, Борис Георгиевич
Борис Георгиевич Тамм (эст. Boris Tamm) — советский и эстонский учёный, доктор технических наук, профессор, академик Академии наук Эстонской ССР, заслуженный деятель науки Эстонской ССР.

## Биография
Родился в 1930 году в Таллине. В 1949 году окончил с золотой медалью Таллинскую 7-ю среднюю школу (ныне Таллинский английский колледж), в 1954 году — механический факультет Таллинского политехнического института с дипломом ″cum laude″.
С 1954 года — на хозяйственной, общественной и политической работе. В 1954—1991 годах — заведующий лабораторией в Таллинском политехническом институте, аспирант в Институте автоматики и телемеханики Академии наук СССР, главный инженер, старший научный сотрудник, заместитель директора, затем директор Института кибернетики Академии наук Эстонской ССР, ректор Таллинского политехнического института (1976—1991).
Член КПСС. Избирался депутатом Верховного Совета Эстонской ССР 10-го и 11-го созывов.
В 1987 году за создание и внедрение комплекса инструментальных систем программирования инженерно-технических задач как руководитель проекта был удостоен Государственной премии СССР в области науки и техники.
Занимался теннисом и баскетболом , представлял спортивное общество «Калев». Судья всесоюзной категории (1956).
Умер в Таллине в 2002 году. Похоронен на кладбище Рахумяэ.

## Награды и премии
- 1970 — Премия Советской Эстонии[4]
- 1979 — Заслуженный деятель науки Эстонской ССР[4]
- 1987 — Государственная премия СССР[4]
- 2002 — Орден белой звезды III класса[6]